# Мутул

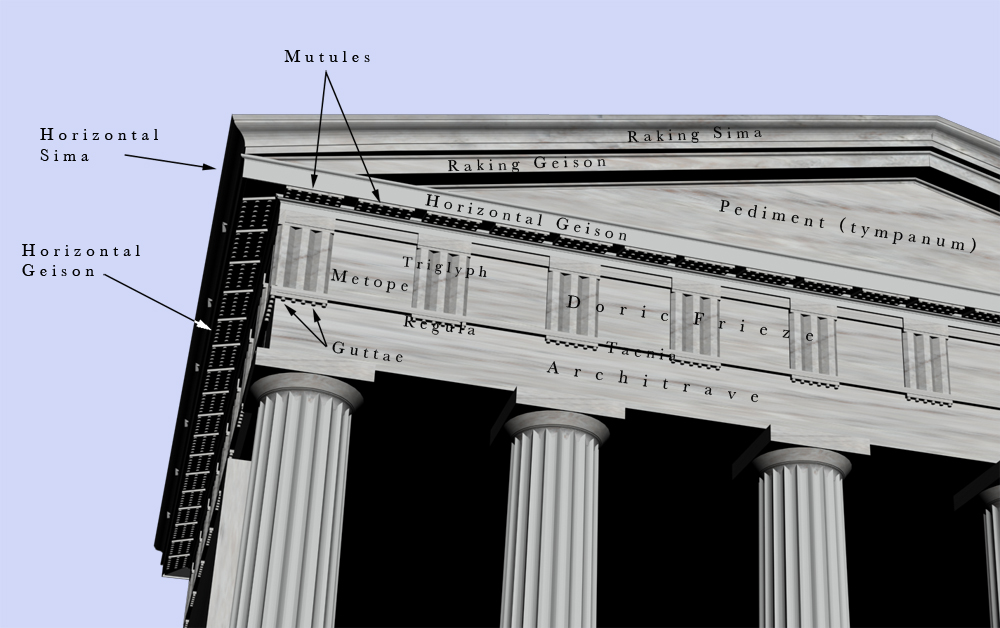
Мутулы (Mutules) — плоские выступы под горизонтальным гейсоном

Му́тулы (лат. mutuli, от др.-греч. mitylos — съедобный моллюск, ракушка)  — в классической архитектуре слегка наклонные плоские выступы прямоугольной формы, расположенные под выносной плитой карниза. Мутулы согласно канону располагаются в антаблементе дорического ордера попеременно: над каждым триглифом и между триглифами. Нижние плоскости мутул имеют гутты («капли»), выступы, цилиндрические либо в форме усечённого конуса, тремя параллельными рядами по шесть «капель» в каждом ряду (всего восемнадцать на одном мутуле).
Согласно теории происхождения древнегреческой архитектуры от изначальной деревянной конструкции, в частности по теории Витрувия, мутулы повторяют в камне, мраморе или гипсе концы деревянных стропил или настила двускатной кровли древнего храма. Иногда для простоты мутулы называют просто выносными плитами. В ионическом, коринфском, композитном ордере мутулы заменяются на волютообразные кронштейны, называемые модильонами или модульонами.